# Pietro Mellarède de Bettonet
Pietro Mellarède de Bettonet (Montmélian, 1º giugno 1659 – Torino, 19 marzo 1730) è stato un politico e diplomatico italiano.

## Biografia
Era figlio di Jean Mellarède, appartenente a una famiglia originaria della Linguadoca trasferitasi in Savoia nella seconda metà del Seicento, e da Guillelmine Durat.
L'11 gennaio 1678 fu nominato avvocato presso il Senato di Chambéry, di cui divenne giudice il 21 dicembre 1693 e avvocato generale dei poveri il 20 aprile 1697. Verso il 1680 prese in moglie Anne Lozat, da cui ebbe numerosi figlie e figli. Il 22 maggio 1699 ottenne la prestigiosa nomina a intendente generale di Giustizia e Azienda della città e contado di Nizza, per interessamento dei Noyel de Bellegarde, che cercavano di inserire funzionari savoiardi nell'amministrazione dello Stato sabaudo: in particolare il marchese Janus de Bellegarde era gran cancelliere di Savoia e aveva avuto modo di conoscere e apprezzare il Mellarède come presidente del Senato di Savoia.
A Nizza il Mellarède svolse un lavoro intenso, soprattutto predispose la compilazione del catasto di Vittorio Amedeo II e fu autore di alcune opere storiche a difesa del potere sabaudo sulla Contea.
Nel 1698 vi fu uno scontro tra Vittorio Amedeo II e i suoi ministri contro i sindaci di Nizza a proposito di un libello sulla pretesa immunità fiscale della città. Il Mellarède, rispondendo a una sollecitazione di Giovanni Battista Gropello, conte di Borgona, generale delle Finanze, compilò un Traité des droits des ducs de Savoie in cui il diritto di governo dei Savoia sul Nizzardo veniva fatto discendere non da una libera dedizione come sostenevano gli storici Onorato Pastorelli e Pietro Gioffredo, ma da diritti di conquista. Negli anni successivi la tassazione si inasprì, anche con una nuova imposta sulla carta bollata. Invece Pietro Mellarède cedette alle resistenze dei possidenti locali e il nuovo catasto non fu compilato, non riuscì comunque ad applicare una nuova imposta fondiaria chiamata tasso, che sostituì l'antico donativo.
Nel 1703, durante la guerra di successione spagnola, Vittorio Amedeo II passò dall'alleanza con i Borbone al fronte imperiale e in risposta le truppe di Luigi XIV invasero Nizza e la Savoia, ma Pietro Mellarède riparò a Torino. In ottobre, il duca lo inviò presso la Dieta di Berna quale ministro plenipotenziario per convincere gli Svizzeri a chiedere per la Savoia il beneficio della neutralità. Non ebbe pieno successo, tuttavia convinse i Cantoni a chiedere a Luigi XIV di non procedere all'annessione della Savoia occupata. Luigi XIV accettò questa richiesta e riconobbe la neutralità di Chiablese e Faucigny.
La missione fu il primo passo della carriera diplomatica di Pietro Mellarède, che nel 1710 fu nominato ambasciatore presso l'imperatore Giuseppe I. A Vienna dovette gestire i problematici rapporti con il principe Eugenio di Savoia e dirimere la spinosa questione dei feudi imperiali delle Langhe. Redasse uno Stato delle città, communità e cassinali del Ducato di Monferrato, coi nomi de' vassalli ch'anno prestato il giuramento di fedeltà a S.A.R., in cui espose la situazione delle terre che erano appartenute ai Gonzaga e che da poco erano state annesse allo Stato sabaudo, affrontando brillantemente questioni di teoria del diritto e di storia giuridica. Nel 1711 si recò a Berlino e a Francoforte sul Meno, dove assistette all'incoronazione di Carlo VI. Al termine della guerra di successione spagnola fu inviato ambasciatore a Londra e nominato plenipotenziario sabaudo per il Trattato di Utrecht, dove con i ministri Annibale Maffei di Boglio e Ignazio Solaro di Moretta marchese del Borgo riuscì a ottenere per Vittorio Amedeo II la corona di Sicilia.
A Utrecht Pietro Mellarède entrò in contatto con diversi teologi protestanti e professori universitari. A Londra, apprezzato per le sue conoscenze giuridiche, ebbe la nomina a membro della Royal Society..
Rientrato a Torino, Pietro Mellarède fu nominato ministro di Stato e primo presidente della Camera dei conti il 13 settembre 1713. Cessò allora l'attività diplomatica, con la parentesi di una breve missione in Baden nel 1714. 
Il 28 settembre 1715 Pietro Mellarède divenne nobile, acquistando dalla famiglia savoiarda Chapel, insieme con il barone Joseph Arestan de Montfort, la signoria di Chamoux; aveva sborsato 26.000 fiorini di Savoia contro i 106.000 pagati da Monfort e pertanto gli spettò la signoria sul castello di Bettonet, vicino a Chambéry, mentre al Montfort andò tutto il resto del feudo. Rimase vedovo nel 1715 e all'inizio del 1717 si risposò con Marie Denis, vedova ed erede di Pierre Durier, che gli diede almeno una figlia, Marie-Anne-Amedée, nata intorno al 1718.
Il 15 febbraio 1717 fu nominato primo segretario di Stato agli Affari interni; il re gli conferì anche l'incarico di notaio della Corona, che per consuetudine spettava al gran cancelliere. Contestualmente il re nominò primo segretario di Stato per gli Affari esteri il marchese Ignazio Solaro del Borgo. Risiedettero entrambi nel palazzo ducale e furono insieme i protagonisti della politica sabauda del loro tempo, in cui fu intrapresa una politica di riforme amministrative ed economiche. 
Durante gli anni torinesi fu promotore dell'Accademia degli Incolti e riunì una collezione opere di pittori bamboccianti, soprattutto di fiamminghi, come Peter Mauritz Bolkmann e Jean-Baptiste Abret, e di Pietro Domenico Olivero, che oggi si conserva al castello di Bettonet.
Pietro Mellarède fu il più ascoltato e fidato consigliere politico del sovrano durante i primi tre decenni del Settecento; si occupò della controversia giurisdizionalistica con la Santa Sede, della riorganizzazione delle segreterie di Stato, della revisione delle Regie costituzioni del 1723 e del 1729, della riforma dell'Università di Torino, della catastazione. All'impegno politico unì le competenze storiche e giuridiche, che dimostrò in molti scritti.
Morì a Torino il 19 marzo 1730 e fu sepolto nel santuario della Consolata. Gli succedette nel titolo il figlio Pietro Luigi.